# José Ignacio Hurtado Capilla
Iñaki Hurtado (Logronyo, 26 de febrer de 1972) és un exfutbolista riojà, que ocupava la posició de migcampista.

## Trajectòria
Es va formar a les categories inferiors del CD Logroñés, fins a arribar al primer equip a la 88/89. No va tenir massa oportunitats al conjunt riojà i la 90/91 recala al CD Numancia i un any després al Reial Valladolid on combinaria les seues aparicions entre l'equip A i el Valladolid B.
La temporada 93/94 es fa un lloc en el primer planter, tot jugant 20 partits, que pujarien fins als 35 de l'any següent. Aquest bon paper possibiliten que el València CF el fitxe la temporada 95/96, però no va tenir massa fortuna en els dos anys a Mestalla.
L'estiu del 97 fitxa pel Vila-real CF, amb qui aconseguiria l'ascens a primera divisió, una fita que repetiria a la campanya següent amb el CD Numancia. Va ser titular amb els castellans les dues temporades que hi van romandre a la màxima divisió, així com una altra a la Segona.
El 2002 s'incorpora al Reial Saragossa, on tot just disputaria d'alguns partits cadascuna de les dues temporades, la segona d'elles rematada amb el títol de Copa del Rei. Finalment, la 04/05 la jugaria de nou amb l'equip val·lisoletà, tot jugant 10 partits.